# Thoracactus topsenti
Thoracactus topsenti is een Zoanthideasoort uit de familie van de Epizoanthidae. De wetenschappelijke naam van de soort is voor het eerst geldig gepubliceerd in 1918 door Gravier.